# Elpis: prace profesorów Studjum Teologiji Prawosławnej UW
Elpis: prace profesorów Studjum Teologiji Prawosławnej UW – rocznik ukazujący się w Warszawie w latach 1926-1928 oraz 1931-1937. 
Ukazywały się w nim prace naukowe wykładowców Studium Teologii Prawosławnej Uniwersytetu Warszawskiego. Współwydawcą był Św. Synod Autokefalicznego Kościoła Prawosławnego w Polsce. 
Tematyka prac dotyczyła: teologii, historii kościoła, patrologii. 
Jednym z redaktorów był Grzegorz Peradze. 